# JR藤森駅
JR藤森駅（ジェイアールふじのもりえき）は、京都府京都市伏見区深草大亀谷大山町にある、西日本旅客鉄道（JR西日本）奈良線の駅である。駅番号はJR-D04。

## 概要
現在の六地蔵駅と共に、1980年頃から新駅設置が検討されていた。当駅の近くには、京都でも歴史の古い藤森神社があり、この地域は鎌倉時代ごろから藤森神社に由来して「藤森」と呼ばれていたことから、駅名に「藤森」が採用された。これに加えて、京阪本線の藤森駅と区別するために「JR」を冠している。
当駅はJR西日本の新規開業駅で「JR」を冠した初めての駅であり、それまでは同名駅が存在しても「JR」を付けていなかった。

## 歴史
- 1997年（平成09年）3月8日：桃山駅 - 稲荷駅間に新設開業[1]。
- 1998年（平成10年）9月9日：自動改札機を設置し、供用開始[5]。
- 2001年（平成13年）3月3日：当駅 - 京都駅間が複線化される[6]。
- 2003年（平成15年）11月1日：「ICOCA」の利用が可能となる[7]。
- 2016年（平成28年）3月24日：駅構内にエレベーターが設置され、使用を開始する[8]。
- 2018年（平成30年）3月17日：駅ナンバリングが導入され、使用を開始[9]。
- 2023年（令和05年）2月26日：六地蔵駅 - 当駅間が複線化[10]。

## 駅構造

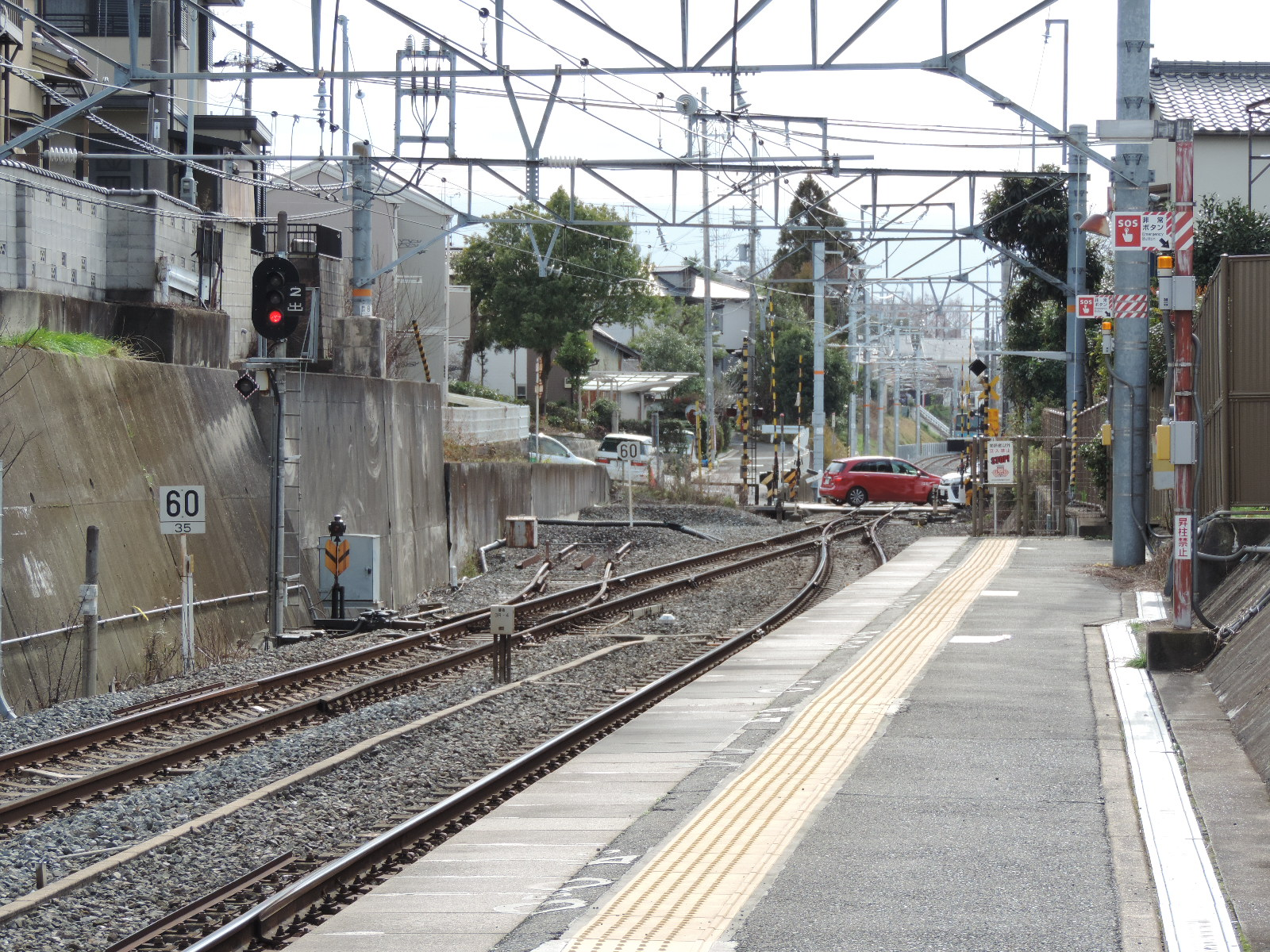
ホームから宇治方面を眺める（2020年1月）

相対式ホーム2面2線を持つ地上駅で、掘り割り型の橋上駅舎である。
宇治駅が管理し、JR西日本交通サービスが駅業務を受託している業務委託駅である。ICカード乗車券「ICOCA」を利用することができる（相互利用可能ICカードはICOCAの項を参照）。また、JRの特定都区市内制度における「京都市内」の駅である。

### のりば
| のりば | 路線   | 方向 | 行先           |
| ------ | ------ | ---- | -------------- |
| 1      | 奈良線 | 上り | 稲荷・京都方面 |
| 2      | 奈良線 | 下り | 宇治・奈良方面 |

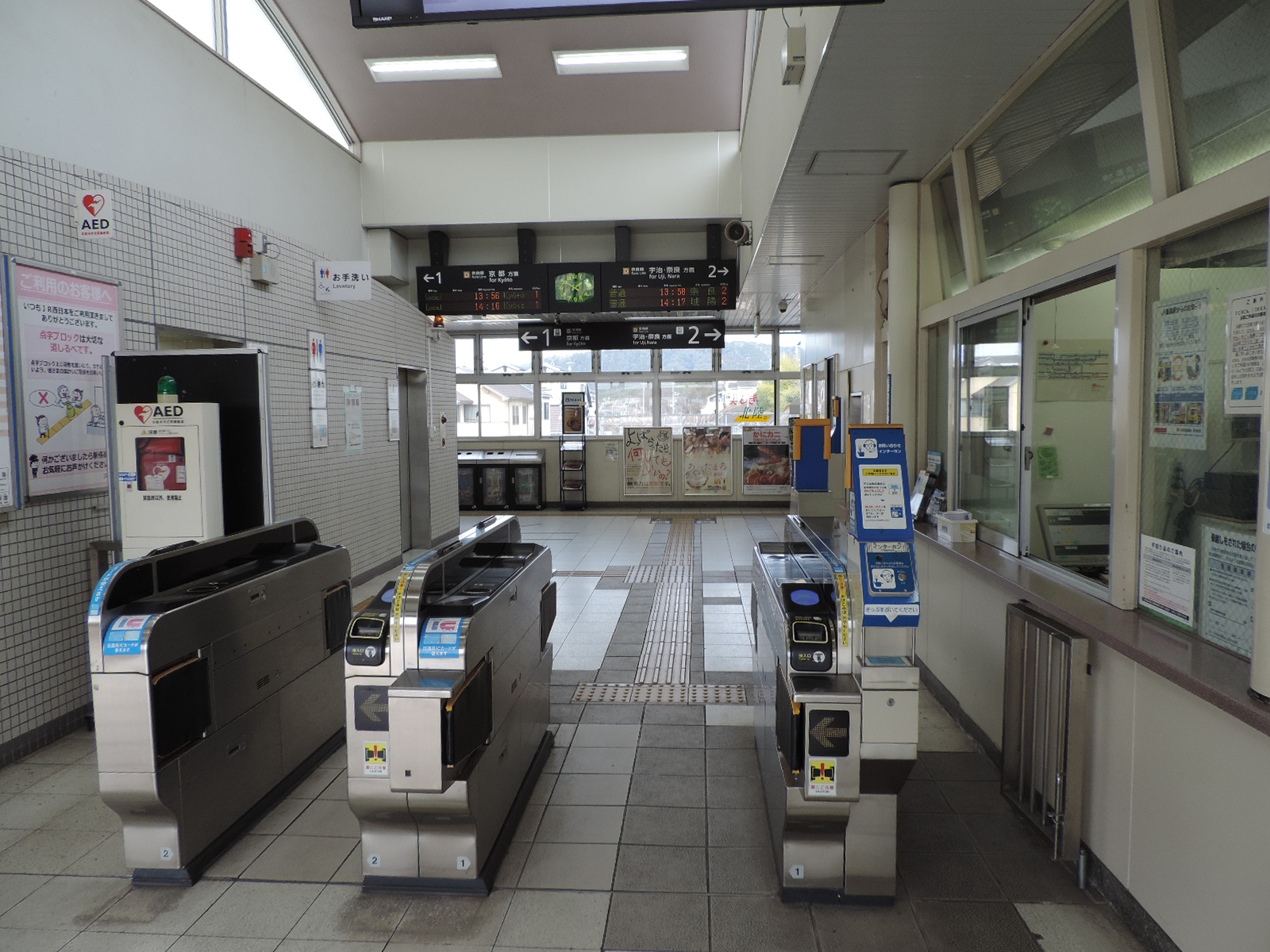
改札口（2020年1月）
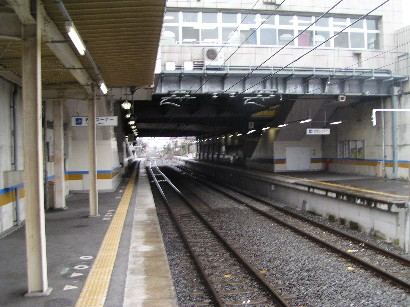
ホーム（2005年3月）
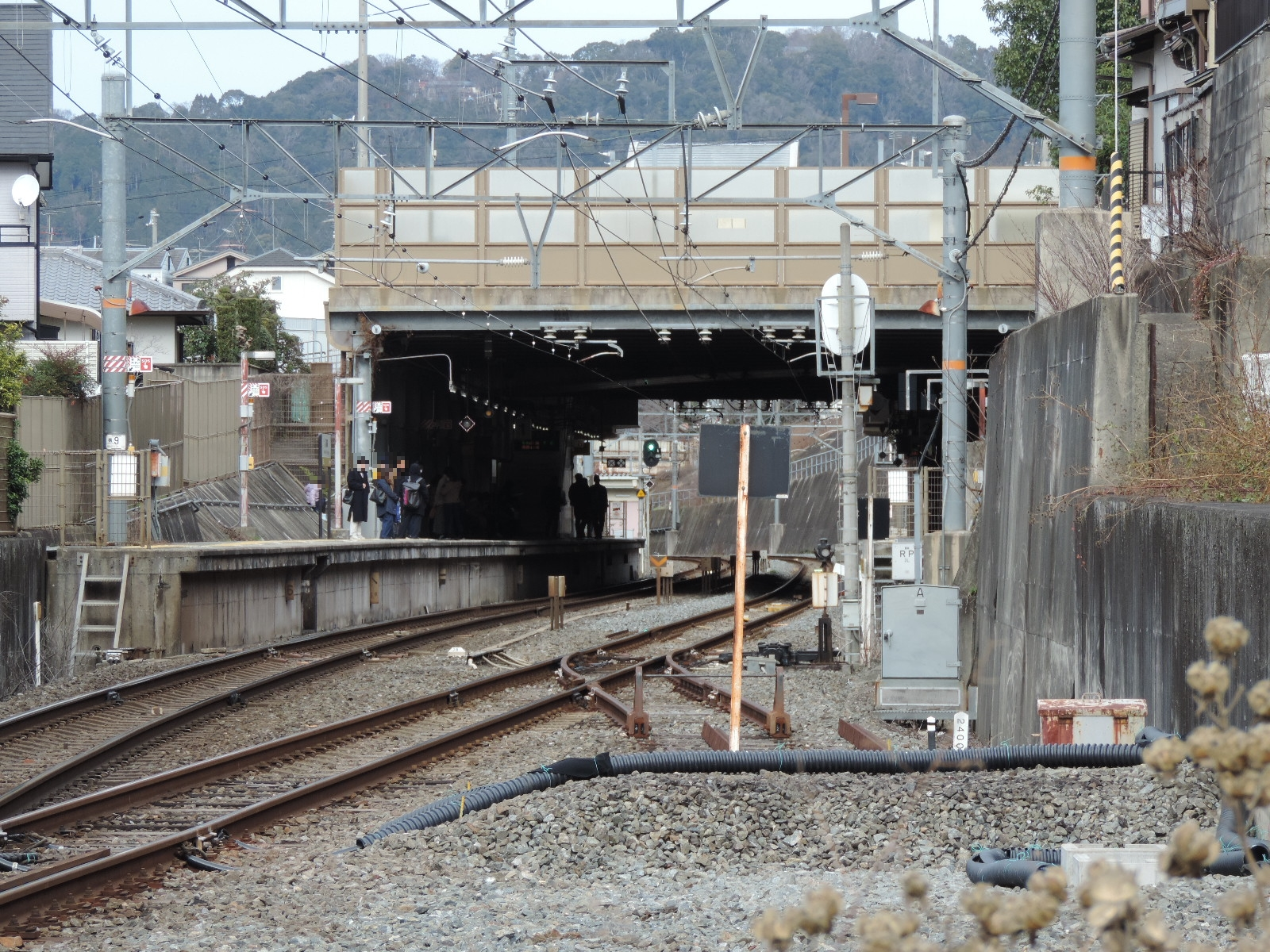
南側の踏切からホームを臨む（2020年1月）

## 利用状況
JR西日本の移動等円滑化取組報告書によれば、2023年度の1日当たりの利用者数は6,126人。京都府統計書によると、1日の平均乗車人員は以下の通りである。
| 年度   | 一日平均 乗車人員 |
| ------ | ----------------- |
| 1999年 | 2,123             |
| 2000年 | 2,211             |
| 2001年 | 2,342             |
| 2002年 | 2,395             |
| 2003年 | 2,460             |
| 2004年 | 2,537             |
| 2005年 | 2,603             |
| 2006年 | 2,701             |
| 2007年 | 2,759             |
| 2008年 | 2,775             |
| 2009年 | 2,740             |
| 2010年 | 2,753             |
| 2011年 | 2,792             |
| 2012年 | 2,840             |
| 2013年 | 2,937             |
| 2014年 | 2,915             |
| 2015年 | 2,981             |
| 2016年 | 3,038             |
| 2017年 | 3,104             |
| 2018年 | 3,159             |
| 2019年 | 3,167             |
| 2020年 | 2,510             |
| 2021年 | 2,660             |
| 2022年 | 2,910             |

## 駅周辺
京阪本線の藤森駅とは離れており、むしろ墨染駅の方が近い。ただし住所表記としての伏見区深草藤森町からは最も近い位置にある。
- 京都教育大学 - もともとは「京都教育大学前」の駅名を名乗る計画もあった。
- 藤森神社
- 京都深草大亀谷郵便局
- 墨染通

### バス路線
「JR藤森駅前」停留所にて、京都市営バスの路線が発着する。2006年（平成18年）4月1日のダイヤ改正により、「JR藤森駅前」停留所が新設され、臨南5号系統が当駅前に立ち寄りを行うようになった。
- 臨南5号系統：竹田駅東口

## 隣の駅
西日本旅客鉄道（JR西日本）
 奈良線
■ みやこ路快速・■ 快速・■ 区間快速
通過
■ 普通
稲荷駅 (JR-D03) - JR藤森駅 (JR-D04) - 桃山駅 (JR-D05)